# Tristan

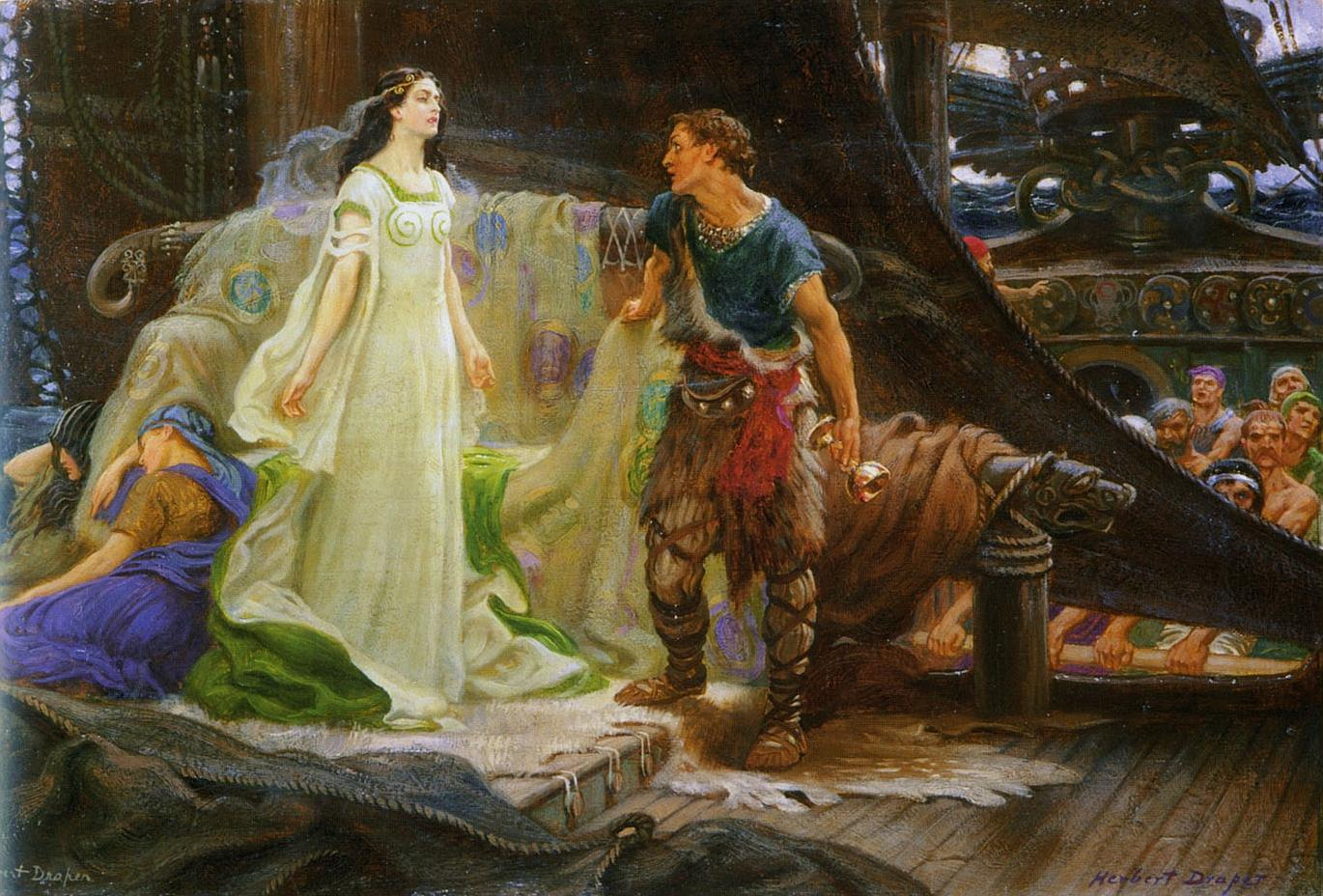
Tristan i jego ukochana (Herbert James Draper, 1864-1920)

Tristan (łac./bretoński Drustanus, walijski Drystan), także Tristran, Tristram – główny bohater legendy „Tristan i Izolda”. Według niektórych utworów, na przykład Le Morte d’Arthur Thomasa Malory'go, był on także jednym z Rycerzy Okrągłego Stołu.
Był rycerzem króla Marka, władcy Kornwalii. Pochodził z Lonii. Jego matką była Blancheflor (lub też Isabelle), a ojcem Riwalen. Był siostrzeńcem lub – w innych wersjach – bratankiem króla Marka. Był też rycerzem Okrągłego Stołu, po zabiciu Morhołta (wuja Izoldy). Zobowiązał się przywieźć królowi Markowi jego wybrankę, irlandzką księżniczkę, Izoldę Jasnowłosą. Młodzi, nieświadomie wypiwszy napój miłosny w trakcie podróży morskiej do Kornwalii, nieszczęśliwie się w sobie zakochali.
Legenda opowiada o miłości Tristana do Izoldy Jasnowłosej, jego przygodach i cnotach. Tristan umarł w Bretanii, jako mąż Izoldy o Białych Dłoniach, ukochana umarła z rozpaczy po jego stracie. Kochankowie nie zdążyli pożegnać się przed śmiercią – Tristan zmarł, nim Izolda zdążyła dobić do brzegów Bretanii.